# SnapPy
SnapPy ist eine freie Software zur Untersuchung der Topologie und Geometrie von 3-Mannigfaltigkeiten mit Schwerpunkt auf hyperbolischen Strukturen. Es läuft auf macOS, Linux und Windows und kombiniert einen Link-Editor und 3D-Grafiken für Dirichlet-Gebiete und Cusp-Umgebungen mit einer leistungsstarken Befehlszeilenschnittstelle basierend auf der Programmiersprache Python.
Es wurde von Marc Culler, Nathan Dunfield und Matthias Goerner geschrieben aufbauend auf dem von Jeffrey Weeks entwickelten SnapPea mit Beiträgen zahlreicher weiterer Entwickler.
Die meisten Funktionen bauen auf idealen Triangulierungen und kanonischen Zerlegungen von 3-Mannigfaltigkeiten auf. SnapPy kann ideale Triangulierungen der Komplemente von Knoten und Verschlingungen finden und mit deren Hilfe dann die hyperbolische Struktur (wenn existent) berechnen. Durch Anpassung der Form der hyperbolischen idealen Tetraeder kann es dann auch die hyperbolischen Dehnfüllungen bestimmen und berechnet so geschlossene hyperbolische 3-Mannigfaltigkeiten. Weiter kann es mit Hilfe der idealen Triangulierungen die kanonischen Zerlegungen von 3-Mannigfaltigkeiten mit Torus-Rändern bestimmen und so ihr Homöomorphieproblem algorithmisch lösen.